# 중화인민공화국 농업농촌부

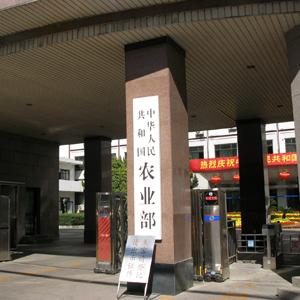
중화인민공화국 농업부

중화인민공화국 농업농촌부(중국어 간체자: 中华人民共和国农业农村部, 정체자: 中華人民共和國農業農村部, 병음: Zhónghuá Rénmín Gònghéguó Nóngyè Nóngcūnbù)는 중화인민공화국 국무원에 속해 있는 행정 기관이다. 농업, 축산, 어업에 관한 행정을 관할한다. 1949년에 설치되었다.

## 연혁
- 1949년 농업부 설치
- 1951년 임간부 임업부 설치, 개간 개척업무를 임업부에서 농업부로 이관
- 1970년 농업부와 임업부 합병, 농림부를 설치
- 1979년 농림부를 농업부와 임업부로 분리
- 1982년 농업부, 농지개간부 및 국가수산총국을 합병, 농목어업부로 개칭
- 1988년 농목어업부를 농업부로 개칭
- 2018년 농업부를 농업농촌부로 개칭

## 역대 중화인민공화국 농업부장
- 李书城（(중국어) 李书城, 중앙인민정부농업부 부장, 1949년 10월－1954년 9월）
- 廖鲁言（농업부 부장，1954년 9월－1970년 6월）
- 沙风（농림부혁명위원회 주임，1970년 6월－1975년 1월）
- 沙风（농림부 부장，1975년 1월－1978년 1월）
- 杨立功（농림부 부장，1978년 1월－1979년 2월）
- 霍士廉（농림부 부장，1979년 2월－1981년 3월）
- 린후자 (林乎加, 농림부 부장，1981년 3월－1982년 5월）
- 린후자 (林乎加, 농목어업부 부장，1982년 5월－1983년）
- 허캉 (何康, 농목어업부 부장，1983년－1988년 4월）
- 허캉 (何康, 농업부 부장，1988년 4월－1990년 6월）
- 刘中一（농업부 부장，1990년 6월－1993년 3월）
- 류강 (刘江, 농업부 부장，1993년 3월－1998년 3월）
- 천야오방 (陈耀邦, 농업부 부장，1998년 3월－2001년 8월）
- 뚜칭린 (杜青林, 농업부 부장，2001년 8월－2006년 12월）
- 쑨정차이 (孙政才, 농업부 부장，2006년 12월－2009년 12월）
- 한창푸 (韩长赋, 농업부 부장，2009년 12월－2018년 3월）
- 한창푸 (韩长赋, 농업농촌부 부장，2018년 3월－）

## 조직

### 본부 조직
- 판공청(办公厅)
- 인사노동사(人事劳动司)
- 산업정책과법규사(产业政策与法规司)
- 농촌경제체제와경영관리사(农村经济体制与经营管理司)
- 발전계획사(发展计划司)（전국농업자원구획판공실 全国农业资源区划办公室）
- 재무사(财务司)
- 국제합작사(国际合作司)
- 시장경제정보사(市场与经济信息司)
- 종식업관리사(种植业管理司)
- 축목업사(畜牧业司)（전국사료공작판공실 全国饲料工作办公室）
- 수의국(兽医局)
- 과기교육사(科技教育司)
- 농업기계화관리사(农业机械化管理司)
- 향진기업국(乡镇企业局)
- 어업국(渔业局)（중화인민공화국어항감독관리국 中华人民共和国渔政渔港监督管理局）
- 농간국(农垦局)
- 이퇴직간부국(离退休干部局)
- 기관당위(机关党委)
- 중화인민공화국상주연합국양농기구대표처(中华人民共和国常驻联合国粮农机构代表处)

### 소속 기관
- 농업부기관복무센터(农业部机关服务中心)（농업부기관복무국 农业部机关服务局）
- 중국농업과학원(中国农业科学院)
- 중국수산과학연구원(中国水产科学研究院)
- 중국열대농업과학원(中国热带农业科学院)
- 전국농업전람관(全国农业展览馆)（중국농업박물관 中国农业博物馆）
- 중국농업영화방송센터(中国农业电影电视中心)
- 농민일보사(农民日报社)
- 중국농업출판사(中国农业出版社（농촌도서출판사 农村读物出版社）
- 중국농촌잡지사(中国农村杂志社)
- 중국농민체육협회(中国农民体育协会)
- 중국농기계안전신문사(中国农机安全报社)
- 중국농업간부교육훈련센터(中央农业干部教育培训中心)（농업부개간관리간부학원 农业部农垦管理干部学院）
- 농업부인력자원개발센터(农业部人力资源开发中心)
- 농업부농촌경제연구센터(农业部农村经济研究中心)
- 농업부농촌합작경제경영관리총참(农业部农村合作经济经营管理总站)
- 농업부정보센터(农业部信息中心)
- 농업부농산품질량안전센터(农业部农产品质量安全中心)
- 중국녹색식품발전센터(中国绿色食品发展中心)
- 농업부계획설계연구원(农业部规划设计研究院)
- 농업부공정건설복무센터(农业部工程建设服务中心)
- 농업부재무회계복무센터(农业部财会服务中心)（중화농업과교기금회 中华农业科教基金会）
- 농업부대외경제합작센터(农业部对外经济合作中心)（중국-유럽연맹농업기술센터 中国－欧洲联盟农业技术中心）
- 농업부농업무역촉진센터(农业部农业贸易促进中心)（중국국제무역촉진위원회농업업계분회 中国国际贸易促进委员会农业行业分会、중국국제상회농업행업상회 中国国际商会农业行业商会）
- 농업부국제교류복무센터(农业部国际交流服务中心)
- 중국농업홍보방송학교(中央农业广播电视学校)（농업부농민과기교육훈련센터 农业部农民科技教育培训中心）
- 농업부과기발전센터(农业部科技发展中心)
- 중국농학회(中国农学会)
- 전국농업기술보급복무센터(全国农业技术推广服务中心)
- 농업부농약검정소(农业部农药检定所)
- 농업부품질농산물개발복무센터(农业部优质农产品开发服务中心)
- 농업부농업기계시험평가총참(农业部农业机械试验鉴定总站)
- 농업부농업기계화기술개발확대총참(农业部农业机械化技术开发推广总站)
- 농업부초원감리센터(农业部草原监理中心)
- 중국사료공업협회(中国饲料工业协会)
- 전국농목수의총참(全国畜牧兽医总站)
- 중국수의약품감찰소(中国兽医药品监察所)
- 농업부동물검역소(农业部动物检疫所)
- 중국농간경제발전중심(中国农垦经济发展中心（농업부남아시아열대작물개발센터 农业部南亚热带作物开发中心）
- 농업부향진기업발전센터(农业部乡镇企业发展中心)
- 농업부어정지휘센터(农业部渔政指挥中心)（중국어정지휘센터 中国渔政指挥中心）
- 농업부황발해구어정어항감독관리국(农业部黄渤海区渔政渔港监督管理局)（중화인민공화국황발해구어정어항감독관리국 中华人民共和国黄渤海区渔政渔港监督管理局）
- 농업부남해구어정어항감독관리국 农业部南海区渔政渔港监督管理局（중화인민공화국남해구어정어항감독관리국 中华人民共和国南海区渔政渔港监督管理局）
- 농업부동해구어정어항감독관리국 农业部东海区渔政渔港监督管理局（중화인민공화국동구어저어항감독관리국 中华人民共和国东区渔政渔港监督管理局）
- 농업부어선검사국(农业部渔船检验局)（중화인민공화국어업선박검사국(中华人民共和国渔业船舶检验局）
- 전국수산기술보급총참(全国水产技术推广总站)
- 중국수산학회 (中国水产学会)

### 업무주관 사회단체
- 중국농민체육협회(中国农民体育协会)
- 해협양안농업교류협회(海峡两岸农业交流协会)
- 중국농업전람협회(中国农业展览协会)
- 중국농업국제합작촉진회(中国农业国际合作促进会)
- 중국부락발전촉진회(中国村社发展促进会)
- 중국농업경제학회(中国农业经济学会)
- 중국농업경제법연구회(中国农业经济法研究会)
- 중국농촌합작경제관리학회(中国农村合作经济管理学会)
- 중국합작경제학회(中国合作经济学会)
- 중국녹색식품협회(中国绿色食品协会)
- 중국농산물시장협회(中国农产品市场协会)
- 중국농업자원구분학회(中国农业资源与区划学会)
- 중화농업과학교육기금회(中华农业科教基金会)
- 중국농업회계학회(中国农业会计学会)
- 중국농업국제교류협회(中国农业国际交流协会)
- 중국농업과학기술국제교류협회(中国农业科技国际交流协会)
- 중국농촌에너지업계협회(中国农村能源行业协会)
- 중국메탄가스학회(中国沼气学会)
- 중국농업기술경제연구회(中国农业技术经济研究会)
- 중국농업생물기술학회(中国农业生物技术学会)
- 중국원자력학회(中国原子能农学会)
- 중국농업생태환경보호협회(中国农业生态环境保护协会)
- 중국농업과학기술관리연구회(中国农业科技管理研究会)
- 중국농업과학기술보급협회(中国农业技术推广协会)
- 중국농용플라스틱응용기술학회(中国农用塑料应用技术学会)
- 중국종자협회(中国种子协会)
- 중국종자무역협회(中国种子贸易协会)
- 중국꽃꽃이예술가협회(中国插花花艺协会)
- 중국감귤학회(中国柑桔学会)
- 중국국제차문화연구회(中国国际茶文化研究会)
- 중국분경예술가협회(中国盆景艺术家协会)
- 중국품질농산물개발복무협회(中国优质农产品开发服务协会)
- 중국식품영양비료협회(中国植物营养与肥料协会)
- 중국두충종합개발협회(中国杜仲综合开发协会)
- 중국농기계검정검사협회(中国农机鉴定检测协会)
- 중국축목업협회(中国畜牧业协会)
- 중국사료공업협회(中国饲料工业协会)
- 중국말산업협회(中国马业协会)
- 중국타조양식개발협회(中国鸵鸟养殖开发协会)
- 중국축산물가공연구회(中国畜产品加工研究会)
- 중국양봉학회(中国养蜂学会)
- 중국동물보건물협회(中国动物保健品协会)
- 중국소동물보호협회(中国小动物保护协会)
- 중국농민기업가연합회(中国农民企业家联谊会)
- 중국향진기업협회(中国乡镇企业协会)
- 중국유업협회(中国奶业协会)
- 중국국화협회(中国甜菊协会)
- 중국농간경무유통협회(中国农垦经贸流通协会)
- 중국농간경제연구회(中国农垦经济研究会)
- 중국어선어구업계협회(中国渔船渔机行业协会)
- 중국어선선주보증협회(中国渔船船东互保协会)
- 중국해초공업협회(中国海藻工业协会)
- 중국수산유통가공협회(中国水产流通与加工协会)
- 중국어업협회(中国渔业协会)